# Pazza di te
Pazza di te è un album musicale, il nono, di Mariella Nava pubblicato nel 2000 dalla EMI Music su licenza L'Immenso/Calycanthus, in concomitanza con la sua settima partecipazione al Festival di Sanremo con il brano Futuro come te in coppia con Amedeo Minghi.
Registrato e mixato da Giuseppe Ranieri presso Studio Libero e Lion's Studio di Roma con la direzione artistica di Amedeo Minghi.
Nel libretto del cd, il testo di Ecco la sera non viene riportato.

## Tracce
Testi e musiche di Mariella Nava, salvo dove indicato.
1. Pazza di te
2. Quanto mi dispiace
3. Rosso ciliegia
4. Il nostro profilo
5. Benedetto l'amore
6. Les jeux sont faits
7. La possibilità
8. Schiava
9. Ecco la sera
10. Futuro come te (con Amedeo Minghi) (M.Nava, A.Minghi)

## Formazione
- Mariella Nava – voce, pianoforte
- Graziano Accinni – chitarra
- Stefano Senesi – pianoforte
- Roberto Guarino – chitarra
- Luca Trolli – batteria
- Maurizio Galli – basso
- Leonardo Vulpitta – percussioni
- Simone Salza – sax
- Solis String Quartet – archi